# Anschlag auf Touristen in Kairo 1997
Koordinaten: 30° 2′ 39,9″ N, 31° 14′ 8,5″ O
Der Anschlag auf Touristen in Kairo wurde am 18. September 1997 verübt. Islamische Terroristen führten einen Anschlag auf einen Reisebus mit Touristen auf dem Tahrir-Platz vor dem Ägyptischen Museum in Kairo aus. 
Bei dem Angriff wurde der Bus beschossen und mit Molotowcocktails in Brand gesetzt. Neun Deutsche und der ägyptische Busfahrer starben, 26 weitere Personen wurden verletzt. Zwei der drei Täter wurden bei einem ca. zwanzigminütigem Schusswechsel mit ägyptischen Sicherheitskräften verletzt und festgenommen, ein dritter wurde in der Nähe des Anschlagsortes aufgegriffen.
Die Touristen gehörten einer Reisegruppe aus dem Badeort Hurghada an, die an diesem Tag einen Ausflug nach Kairo unternahm. Nach dem Besuch des Museums war ein Teil der Gruppe bereits eingestiegen, andere waren noch im Museum oder auf dem Weg zum Bus. Die ägyptischen Behörden identifizierten zwei der Täter als Saber Mohammed Farhat Abu el-Ulla und seinen Bruder Mahmoud. Die beiden wurden am 30. Oktober 1997 in Kairo von einem Militärgericht zum Tode verurteilt und am 24. Mai 1998 hingerichtet.